# Hemiergis millewae
Hemiergis millewae là một loài thằn lằn trong họ Scincidae. Loài này được Coventry mô tả khoa học đầu tiên năm 1976.